# 狩野養信
狩野 養信（かのう おさのぶ、1796年8月18日（寛政8年7月26日） - 1846年6月12日（弘化3年5月19日））は、江戸時代の狩野派（江戸狩野）の絵師。

## 略歴

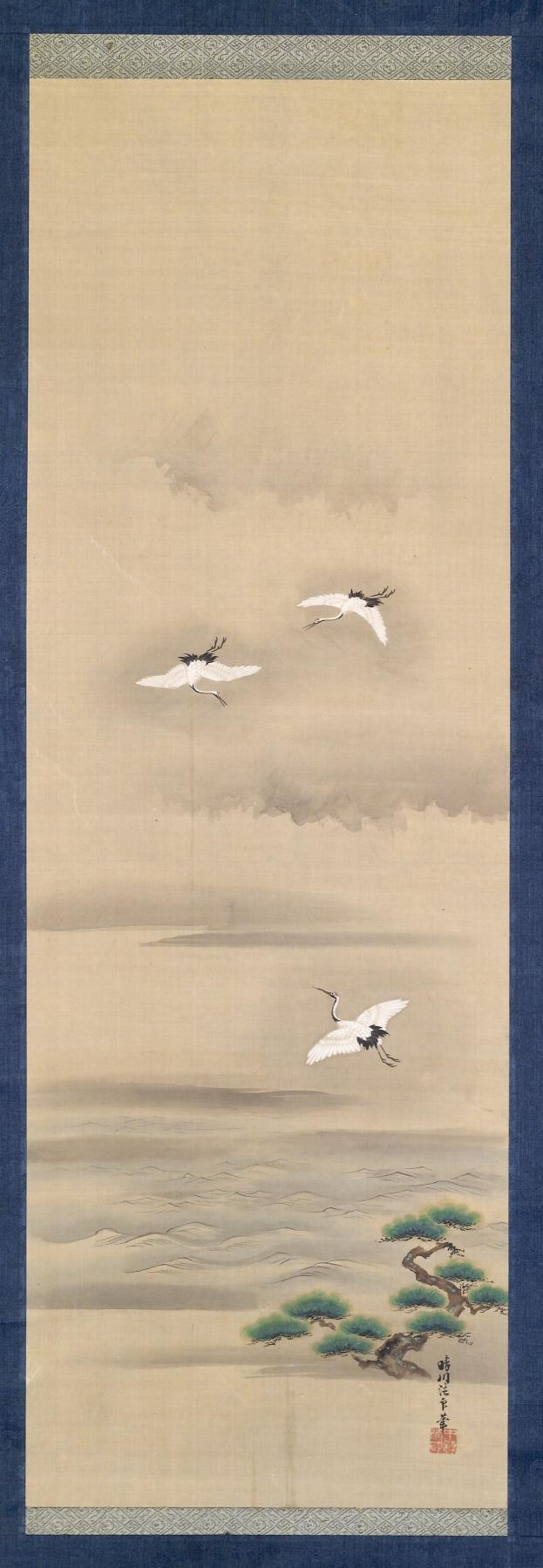
「Three Cranes Flying in a Misty Landscape」 ウォルターズ美術館蔵

伊川院栄信の長男として江戸で生まれる。母は稲葉丹後守家来、松尾多宮直常の娘。通称、庄三郎（しょうざぶろう）。号は玉川・晴川院・会心斎。もともと、彼の名「養信」の読みは「たけのぶ」であったが、1813年（文化10年）、将軍徳川家慶に長男竹千代が生まれると、「たけ」の音が同じでは失礼であるとして「おさのぶ」に読み改めた。さらに、竹千代が翌年亡くなり、玉樹院と呼ばれたため、それまでの号・玉川を避けて「晴川」とした。
15歳で初めて江戸城に出仕した。その前日から、没する前日までの、36年間にわたる『公用日記』56冊には、御用絵師の業務やそれ以外の日常を知ることが出来る。
1819年（文政2年）に法眼の称号を得、1828年（文政11年）には父の死を受けて家督を相続し、木挽町家狩野派9代目となる。1834年（天保5年）、法印に叙せられた。1838-39年（天保9-10年）には、江戸城西の丸御殿、1844-45年（天保15-弘化2年）には本丸御殿の障壁画再建の指揮をとった。障壁画は現存しないが、上述の『公用日記』に淡彩下図が残る。
子に狩野雅信、弟に『古画備考』を著した朝岡興禎、浜町狩野家の狩野董川中信、中橋狩野家の狩野永悳立信らがいる。
なお、弟子に明治期の日本画家である狩野芳崖と橋本雅邦がいる。橋本雅邦は、その父・橋本養邦が狩野養信の高弟であったのに加え、雅邦自身、木挽町狩野家の邸内で生を受けている。幼少期は父から狩野派を学んで育ち、わずかに最後の一ヶ月のみながら最晩年の養信に師事してもいる。芳崖と雅邦は同日の入門であり、実質の師匠は養信の子・雅信であったと考えられている。他の弟子に、阿波藩御用絵師の中山養福、松代藩絵師の三村晴山、弘前藩の御用絵師の新井晴峰、糺晴岱、狩野養長、岩崎信盈、林伊教など。
2003年（平成15年]）、東京都大田区の池上本門寺にある、養信の墓が移転される際、遺骨が掘り出され、頭蓋骨から、生前の頭部復元模型が制作された。この模型は、池上本門寺に保管されている。

## 模写

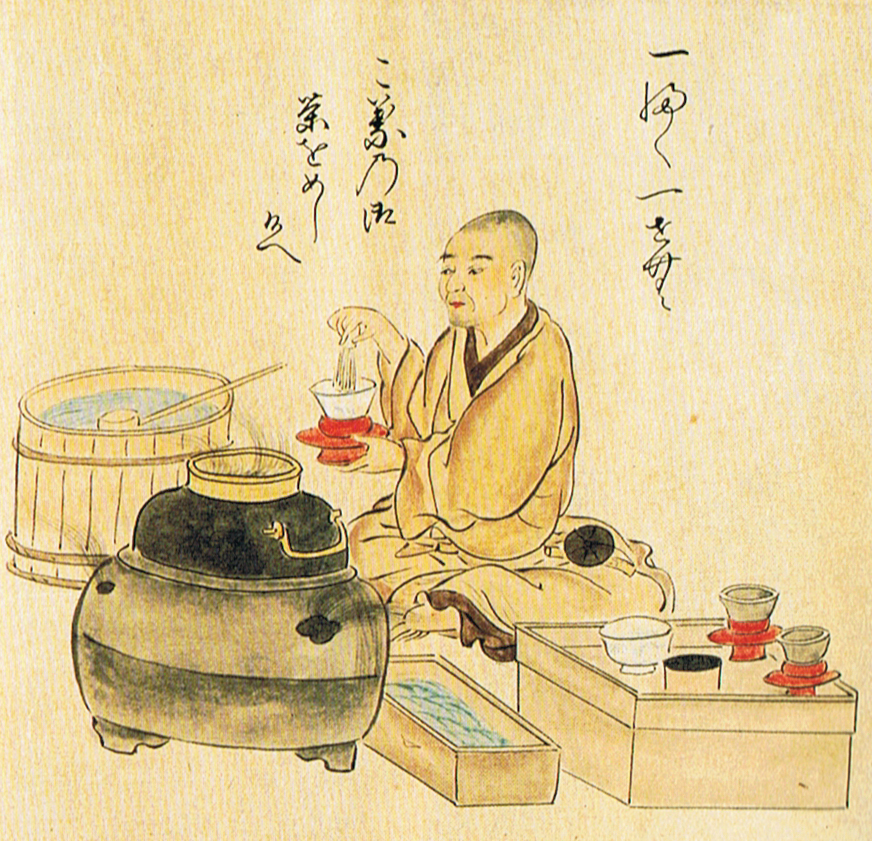
狩野養信・狩野雅信 模写　『七十一番職人歌合』二十四番、僧形の「一服一銭（室町時代の茶屋）」が抹茶を勧めている。東京国立博物館本三巻の内、中巻（部分）。養信最晩年の弘化3年（1846年）作。息子雅信と共署名。

養信は、職務とは別に、古画の模写に力を入れた。東京国立博物館所蔵分だけで、絵巻約130巻以上、和漢古画550点以上ある。詞書の書風は勿論、絵具の剥落や虫損まで忠実に写し取る、「現状復元」を行っている。彩色が省略されたものは、摸本からの摸写と推測される。
養信は模写の為、徳川将軍家はもちろん、『集古十種』などの編纂で模本を多く所蔵していた松平定信の白河文庫、狩野宗家中橋家や、住吉家らを始めとする諸家から、原本や模本を借りて写した。公務で江戸を離れられない為、京都・奈良に弟子を派遣して写させたり、ついにはどこの寺からでも宝物を取り寄せられるよう、寺社奉行から許可を得た。死の12日前まで、細川家の蒙古襲来絵詞を写した。
最も早い時期の模写は、数え年11歳の「保元平治物語物語図屏風」右隻（東京国立博物館蔵）である。父栄信の指導が考えられる。

## 作品群
| 作品名                                   | 技法         | 形状・員数 | 寸法（縦x横cm）                                          | 所有者                   | 年代                              | 款記・印章                                                | 備考 |
| ---------------------------------------- | ------------ | ---------- | -------------------------------------------------------- | ------------------------ | --------------------------------- | --------------------------------------------------------- | --- |
| 群鹿群鶴図屏風（右隻・左隻）             | 絹本著色     | 六曲一双   | 140.7x276.0（各）                                        | 板橋区立美術館           | 1820年（文政3年）                 | 款記「皇邦画院法眼晴川養信重模」/朱文印・白文方印         | 沈南蘋作「群鹿群鶴図屏風」（東京国立博物館蔵）の模写で、水戸徳川家の依頼による（『公用日記』文政三年十月二十三日条）。非常に忠実な模写だが、原作の中国画風を緩和し、あっさりとしたより日本風な画面に仕上げている。 |
| 四季耕作図屏風                           | 紙本著色     | 六曲一双   | 138.3x321.6                                              | サントリー美術館         | 1825年（文政8年）                 | 款記「晴川法眼養信筆」/「會心斎」の朱文方印（各隻）       | 元は裏面に「波濤図」が描かれていたが、現在は別の屏風に改装されている。徳川家斉の第十九女・盛姫が、佐賀藩の鍋島直正に嫁ぐ際の婚礼調度の一つとして制作された。                                                       |
| 源氏物語図屏風（若菜・紅葉賀）           | 紙本金地著色 | 八曲一双   |                                                          | 法然寺（香川）           | 1826年（文政9年）                 |                                                           | 重要文化財。こちらも将軍家斉の十七女・文姫が、讃岐高松藩の松平頼胤に嫁す際の引き移り御用として描かれた作品。 |
| 四季花鳥図屏風                           | 紙本金地著色 | 六曲一双   | 138x308（各）                                            | 円浄寺（福知山市）       | 1827年（文政10年）                | 各隻に款記｢晴川法眼養信筆」                               | 福知山市指定文化財。本作も家斉の第二十一女・溶姫が加賀藩主・前田斉泰に嫁ぐ際の婚礼調度品。 |
| 源氏物語（紅葉賀）浜松図両面屏風         | 紙本金地著色 | 六曲一双   |                                                          | 林原美術館               | 1832年（天保3年）                 |                                                           | |
| 松平定信像                               | 絹本著色     | 1幅        | 185.3x100.2                                              | 福島県立博物館           | 1834年（天保5年）以降             |                                                           | 福島県指定重要文化財 |
| 源氏物語子図屏風（源氏物語子の図屏風）   | 絹本金地著色 | 六曲一双   | 右隻：101.0x363.2 左隻：100.1x363.2                      | 遠山記念館               | 1841年12月3日（天保12年10月21日） |                                                           | 裏に「若松図」が描かれている。鷹司政通の養女・鷹司任子が、第13代将軍徳川家定に輿入れする際に描かれた作品 |
| 源氏物語 子の日図                        | 紙本金地著色 | 六曲一隻   | 169.5x360.0                                              | 島田市博物館             | 1841年（天保12年）頃              |                                                           | 上記の遠山記念館の右隻と同工異曲。 |
| 源氏物語絵合・胡蝶図屏風                 |              | 六曲一双   | 158.0x354.0（各）                                        | 東京国立博物館           | 法眼期                            | 各隻に款記｢晴川法眼養信筆」                               | |
| 源氏物語屏風                             |              | 六曲一隻   | 177.8x384.8                                              | ブリンマー大学           | 法眼期                            | 款記｢晴川法眼養信筆」                                     | |
| 胡蝶船遊之図（胡蝶船遊びの図）           |              |            |                                                          | 永青文庫                 |                                   |                                                           | |
| 春秋高隠図                               |              | 双幅       |                                                          | 永青文庫                 |                                   |                                                           | |
| 鷹狩図屏風                               | 絹本著色     | 二曲一隻   | 123.3x144.0                                              | 板橋区立美術館           | 法眼期                            | 款記「晴川法眼養信筆」/白文方印                           | |
| 西王母・桃図                             | 絹本著色     | 3幅対      | 133.6x59.4（各）                                         | 城端別院善徳寺（南砺市） | 法眼期                            | 款記「晴川法眼養信筆」/「晴川」朱文方印                   | |
| Portrait of So'o (Confucius)             | 紙本著色     | 1幅        | 151.4x82.3                                               | フリーア美術館           | 法眼期                            | 款記「晴川法眼養信筆」                                    | 徳川斉昭賛 |
| 竹雀図屏風                               | 紙本金地著色 | 六曲一双   | 168.3x370.4（各）                                        | 静岡県立美術館           | 法印期                            | 各隻に款記「中務卿晴川院法印藤原養信筆」/「藤原」白文方印 | |
| 西王母・瀧図                             |              | 3幅対      |                                                          | 徳島市立徳島城博物館     | 法印期                            | 款記「晴川院法印養信筆」/「中務卿印」白文方印             | |
| 邢和璞百鶴百猿図                         | 絹本著色     | 3幅対      | 邢和璞：116.7x44.5 百猿図：116.7x44.4 百鶴図：116.7x44.0 | 勝興寺                   | 法印期                            | 款記「晴川院法印養信筆」（各）/「中務卿印」白文方印（各） | 楚の文王の徳を称える和氏の璧の場面を描いた中幅に、多くの鶴と猿を描いた左右幅を合わせる。この画題は当時人気があったらしく、『公用日記』に複数描いている様子が見える。                                               |
| 浪瀧桜瀧紅葉瀧図（浪瀧・桜瀧・紅葉瀧図） | 紙本著色     | 3幅対      | 117.5x43.9（各）                                         | 京都国立博物館           | 法印期                            | 款記「晴川院法印養信筆」/白文方印                         | |
| 牡丹に太湖石図                           | 紙本金地著色 | 六曲一隻   | 163.7x344                                                | 個人                     | 法印期                            | 款記「晴川院法印筆」                                      | |
| 楼閣山水図                               | 絹本著色     | 1幅        |                                                          | 下関市立美術館           |                                   |                                                           | |
| 諸葛孔明像                               |              |            |                                                          | 個人                     |                                   |                                                           | 会津藩士・武井柯亭題賛。賛文は方孝孺作「蜀相像」（『遜志斎集』 第二十四）より「羽扇綸巾一臥竜 誓匡宝祚剪姦雄 図開八陣神機外 国定三分掌握中」                                                                       |
| 弁財天図                                 | 絹本著色     | 額装1面    | 111.3x37                                                 | いすみ市郷土資料館       |                                   |                                                           | いすみ市指定文化財 |
| 山水図                                   | 絹本著色     | 額装1面    | 111.3x36.8                                               | いすみ市郷土資料館       |                                   |                                                           | いすみ市指定文化財 |
| 桜花に孔雀                               |              |            |                                                          | 高知県立高知城歴史博物館 |                                   |                                                           | |